# Ixazomib
Ixazomib (Handelsname Ninlaro) ist ein Wirkstoff zur oralen Behandlung des Multiplen Myeloms – einer Form von Blutkrebs, der die Plasmazellen betrifft. Ixazomib wird von Takeda Pharma vertrieben.

## Indikation
Im November 2016 erteilte die Europäische Kommission die bedingte Zulassung für Ixazomib in Kombination mit Lenalidomid und Dexamethason zur Behandlung von erwachsenen Patienten mit einem rezidivierten / refraktären multiplen Myelom und mindestens einer vorangegangenen Therapie. Ixazomib wurde in Deutschland im Januar 2017 auf dem Markt eingeführt und wird stets mit Lenalidomid (Revlimid) und Dexamethason kombiniert.

## Klinische Prüfung
Basis der Zulassung von Ixazomib in Kombination mit Lenalidomid und Dexamethason (LenDex) waren die Ergebnisse der Phase-III-Studie TOURMALINE-MM1, die 722 Erwachsene mit einem rezidivierten / refraktären multiplen Myelom und mindestens einer Vortherapie einschloss. Nach einer medianen Beobachtungszeit von 14,7 Monaten konnte mit Ixazomib + LenDex eine Gesamtansprechrate (Overall Response Rate; ORR) von 78 % erzielt werden, im Vergleich zu 72 % unter Placebo + LenDex. Das mediane progressionsfreie Überleben (primärer Endpunkt) war mit 20,6 Monaten unter Ixazomib + LenDex im Vergleich zu Placebo + LenDex mit 14,7 Monaten (p = 0,01) signifikant verbessert.
Mit zunehmender Therapiedauer nahm in beiden Behandlungsarmen der Anteil an Patienten mit einem Ansprechen auf die Therapie zu und auch der Anteil an Patienten mit einem sehr guten oder kompletten Ansprechen erhöhte sich mit der Zeit. Ixazomib scheint außerdem die schlechte Prognose von Patienten mit einer Hochrisikozytogenetik überwinden zu können.  So betrug in der TOURMALINE-MM1-Studie das progressionsfreie Überleben unter Ixazomib + LenDex 21,4 Monate bei Patienten mit hohem zytogenetischen Risiko vs. 20,6 bei Patienten mit Standardrisiko. Unter Ixazomib + LenDex blieb in der TOURMALINE-MM1-Studie die Lebensqualität der Patienten erhalten: Die mittleren Werte zum Gesamtgesundheitszustand (EORTC-QLQ-C30; „Mean global health status score“) und zum Nebenwirkungswert (MY-20, „Mean side effects of treatment score“) waren in den Patientengruppen mit und ohne zusätzliche Ixazomib-Gabe mit jenen von LenDex vergleichbar. Die häufigsten unerwünschten nichthämatologischen Ereignisse in der TOURMALINE-MM1-Studie waren Diarrhö, Hautausschlag, Übelkeit und Fatigue. An hämatologischen unerwünschten Ereignissen traten u. a. Neutropenie, Thrombozytopenie und Anämie auf. 17 % der Patienten unter Ixazomib + LenDex und 14 % unter Placebo + LenDex brachen die Therapie aufgrund von unerwünschten Ereignissen ab.
Die Wirksamkeit von Ixazomib + LenDex wird über die randomisierte kontrollierte TOURMALINE-MM1-Studie hinaus von mehreren Real-World-Studien bestätigt, die das Arzneimittel unter realen Bedingungen des klinischen Alltags untersucht haben.

## Anwendung und Dosierung
Ixazomib steht in Form von Kapseln zum Einnehmen zur Verfügung. Da auch die Kombinationspartner von Ixazomib – Dexamethason und Lenalidomid – oral eingenommen werden, sind für die Therapie keine Injektionen nötig. Die Therapie mit den drei Wirkstoffen erfolgt in einem 28-tägigen Zyklus, Ixazomib wird einmal wöchentlich eingenommen.

## Wirkmechanismus
Ixazomib ist ein hochselektiver und reversibler Proteasom-Inhibitor. Die Hemmung des Proteasoms ist ein Schlüsselmechanismus zielgerichteter Therapie, der sich über den gesamten Erkrankungsverlauf gegen die Plasmazellen des multiplen Myeloms richtet. Das Proteasom ist ein Proteinkomplex, der im Zytoplasma und im Zellkern Proteine zu Fragmenten abbaut – ein für die Zellen lebenswichtiger Vorgang. Wird die Aktivität des Proteasoms z. B. durch einen Inhibitor blockiert oder verlangsamt, akkumulieren Proteine in der Zelle. Dies kann in Krebszellen dazu führen, dass Wachstums-, Teilungs- und Vermehrungsvorgänge unterbunden werden und die Zelle abstirbt. Da sich maligne Zellen sehr viel schneller teilen als die meisten gesunden Zellen, sind sie das bevorzugte Ziel von Proteasom-Inhibitoren.

## Pharmakokinetik
- Resorption: Nach oraler Anwendung wurde die höchste Ixazomib-Plasmakonzentration etwa eine Stunde nach der Einnahme erreicht. Die mittlere absolute orale Bioverfügbarkeit lag bei 58 %. Bei der Einnahme zusammen mit einer fettreichen Mahlzeit sank die Verfügbarkeit von Ixazomib verglichen mit der Anwendung morgens auf nüchternen Magen.[4]
- Verteilung: Ixazomib ist zu 99 % an Plasmaproteine gebunden und verteilt sich mit einer Blut-Plasma-AUC-Ratio von 10 in die roten Blutkörperchen. Das Verteilungsvolumen im Steady State liegt bei 543 Litern.[4]
- Biotransformation: Die Verstoffwechselung erfolgt im Wesentlichen über zahlreiche CYP-Enzyme und Non-CYP-Proteine.[4]
- Elimination: Die terminale Halbwertszeit von Ixazomib beträgt 9,5 Tage. Ixazomib wird über den Urin (ca. 60 %) und den Stuhl (ca. 20 %) ausgeschieden.[4]

## Unerwünschte Wirkungen
In einer gepoolten Analyse von Sicherheitsdaten aus der globalen Phase-III-Zulassungsstudie TOURMALINE-MM1 (n = 720) und der doppelblinden, placebokontrollierten C16010 China-Fortsetzungsstudie (n = 115) waren die häufigsten Nebenwirkungen (≥ 20 %), die bei 417 Patienten in der Ixazomib-Behandlungsgruppe und bei 418 Patienten in der Placebogruppe auftraten, Diarrhoe (39 % vs. 32 %), Thrombozytopenie (33 % vs. 21 %), Neutropenie (33 % vs. 30 %), Verstopfung (30 % vs. 22 %), periphere Neuropathie (25 % vs. 20 %), Übelkeit (23 % vs. 18 %), periphere Ödeme (23 % vs. 17 %), Erbrechen (20 % vs. 10 %) und Infektionen der oberen Atemwege (21 % vs. 16 %). Schwerwiegende Nebenwirkungen wurden bei ≥ 2 % der Patienten berichtet, insbesondere Thrombozytopenie (2 %) und Diarrhoe (2 %). Ixazomib darf nicht in der Schwangerschaft angewendet werden.

## Pharmazeutische Angaben

Strukturformel von Ixazomibcitrat

Arzneilich wird der Wirkstoff als Citronensäureester eingesetzt, einem Prodrug, das unter physiologischen Bedingungen rasch zu Ixazomib hydrolysiert. Ixazomibcitrat ist ein weißes bis cremefarbenes, nicht hygroskopisches Pulver, das bei etwa 231 °C unter Zersetzung schmilzt. Wegen seiner guten Löslichkeit und geringem Permeationsvermögen stellt Ixazomib eine Verbindung der BCS-Klasse 3 dar. Ixazomib ist über einen weiten pH-Bereich, der den physiologischen pH-Bereich umfasst, gut löslich. Es wurden mehrere polymorphe Kristallformen von Ixazomibcitrat identifiziert und charakterisiert.